# Духовність

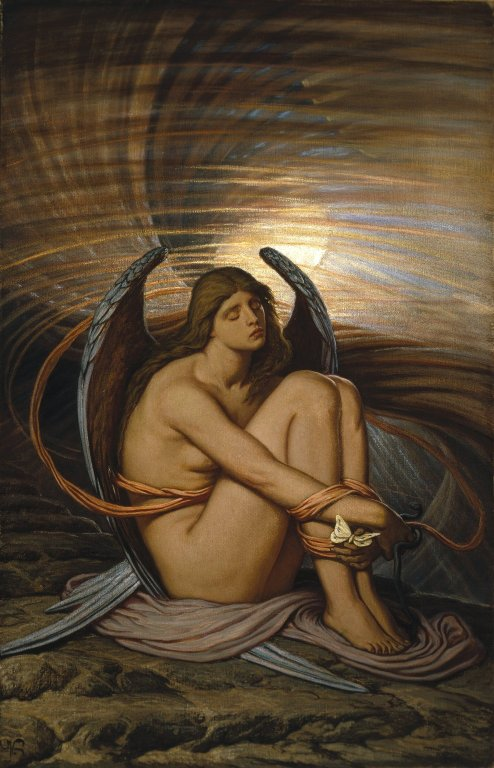
«Душа в рабстві», Ілайхью Ведер (Бруклінський музей): більшість шукає духовного «звільнення душі» через полонення матеріальним

Духовність (грец. Πνευματικότητα, івр. רוחניות, лат. Spiritualitas, англ. Spirituality) — абстрактний іменник до слова духовний. Як і слово першооснова, духовність пов'язана з внутрішнім психічним життям людини, її моральним світом. Так само слово часто має відтінки оціночної категорії та пов'язується з релігією. Як термін слово «духовність» використовується у таких науках, як філософія, етика, богослов'я на означення різних понять, так чи інакше дотичних до внутрішнього світу людини.

## Слововжиток
Згідно з Айлін Баркер духовність відрізняється від релігійності тим, що джерелом останньої є зовнішній світ у вигляді приписів і традицій, тоді як джерелом духовності є внутрішньо-психічний досвід людини.
Зазвичай у побуті під духовністю розуміють моральність, релігійність, певну піднесеність думок і вчинків. Духовність як високе протиставляється низькому, недосконалому, вульгарному, гріховному, аморальному. Незважаючи на абстрактність поняття, в узусі дуже часто слово духовність використовується як конкретна якість або мало не реально наявна субстанція, про що свідчить слововжиток на зразок «людина великої духовності», «дефіцит духовності в суспільстві» тощо.
У релігійному узусі як правило духовність пов'язують із внутрішньою релігійністю (теологія внутрішнього життя), вірою, містичним досвідом, «спілкуванням з Богом» (див. «Молитва»).
Спекулятивність, абстрактність і нечіткість поняття робить його використання популярним у різноманітних загальних твердженнях і в демагогічній риториці на зразок нарікань на «низьку духовність молоді» чи «занепад духовності суспільства». Однак що ж саме вважати духовністю, і відповідно що є її занепадом або навпаки розвитком у силу розмитості поняття, кожен може вирішувати сам.

## Поняття духовності у філософії

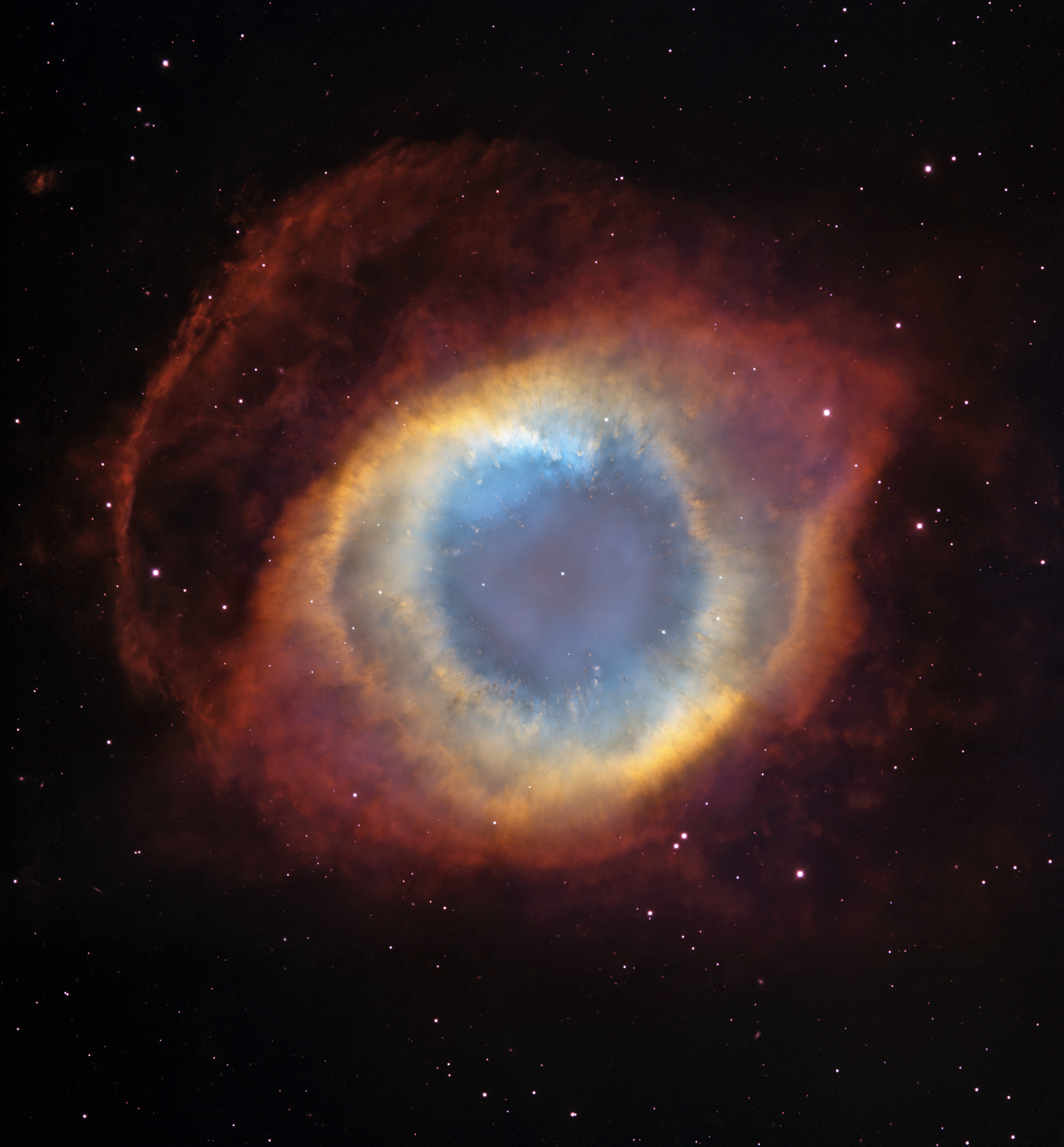
«Око Бога» — інша назва туманності «равлик»

Поняття духовності у філософії зазвичай було пов'язане перш за все з тими формами суспільної свідомості, які, своєю чергою, ототожнювались із формами організації знання. Вівся наполегливий пошук, який зводився до окреслення науково-універсальної, «суспільної» сутності духовності. На противагу цій тенденції спостерігається інша: духовність переважно асоціюється з релігійністю, з моральними цінностями, постульованими тією чи іншою конфесією. У сучасних західних працях про суспільство і культуру поняття «духовність» майже не вживається, воно як правило використовується у світовій літературі релігійно-філософського змісту, де духовність розглядається як чинник самовизначення вірян. Такий підхід збіднює значення поняття духовності та значною мірою виводить проблематику духовності з тематичних сфер філософії.
Щодо визначення поняття духовності у вчених немає одностайної думки. Кожний науковець розуміє поняття «духовність» по-різному. Поняття «духовність» завжди мало у філософії важливе значення та відіграє визначну роль у ключових проблемах: людина; її місце й призначення у світі; зміст її буття; культура; суспільне життя. І тому філософи Платон, Аристотель, Памфіл Юркевич, Григорій Сковорода вважали: поняття «духовність» є похідним від слова «дух» (лат. spirit та грец. «pneuma»), що означає рухливе повітря, повівання дихання, носія життя.
Уже в первісну епоху складаються перші уявлення про духовність. Але це поняття ще не розмежовувалось від тілесної суті. Вперше Платон відокремив тілесне і духовне, визначив, що духовність це специфічна людська властивість, а тілесне це нижче, те, що закладене природою людині. Аристотель теж відокремив ці поняття, але розглядав тілесне й духовне як рівно необхідні.

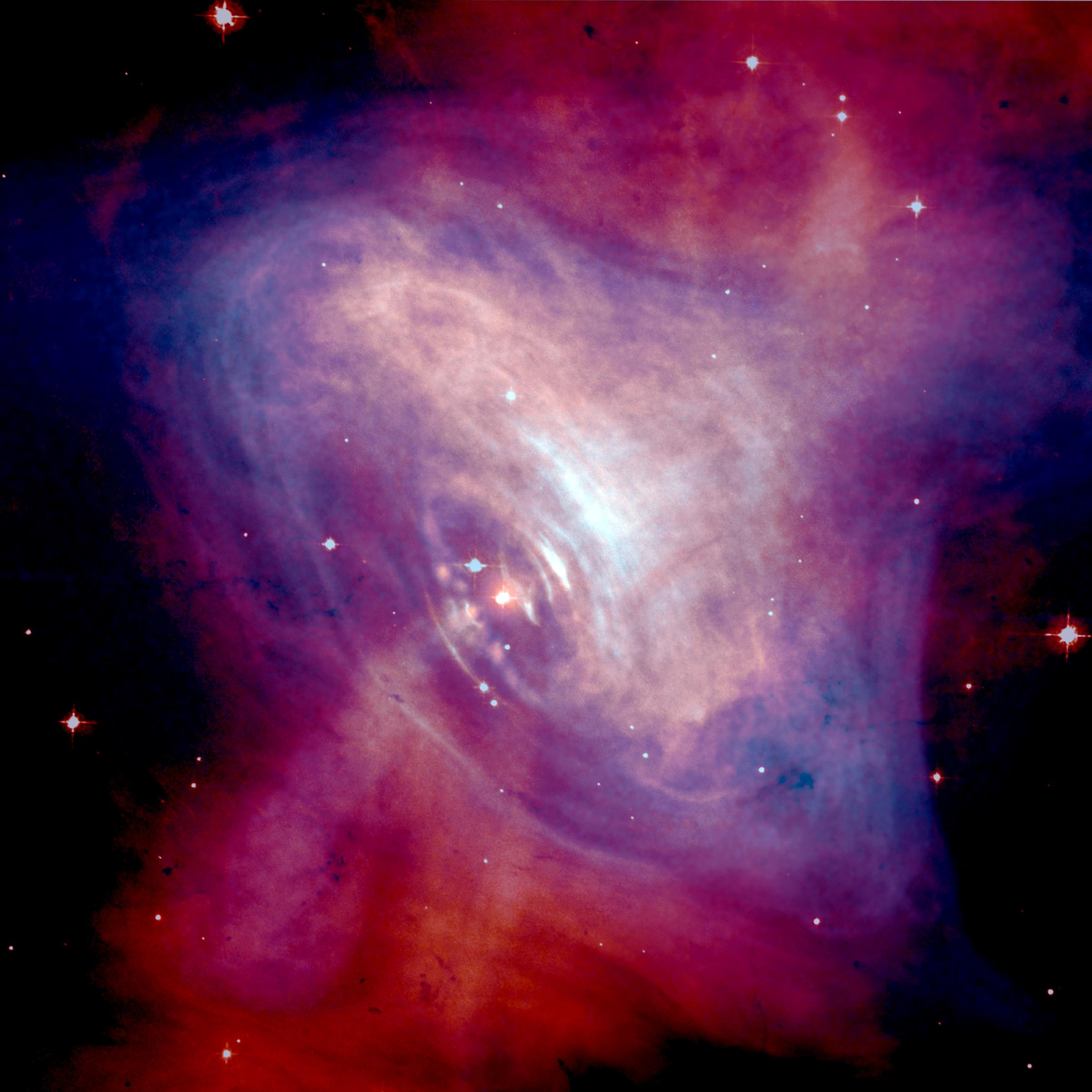
«Серце Бога» — інша назва пульсару у космосі, астрофізиками ототожнюється з католицьким вченням про «Серце Ісусове»

Новий підхід виробляється у християнській традиції. Тут духовність наділяється новим обличчям, і вважається, що духовність притаманна людині розумній, що виділяє її з тваринного світу, та уподібнює Богові.
Проблема духовності стала провідною і в російській релігійній філософії кінця XIX початку XX ст. Її розробка пов'язана з іменами Федора Достоєвського, Володимира Соловйова, Івана Ільїна, Павла Флоренського, Миколи Фьодорова. Ними духовність розумілась подвійно.

- З одного боку: Духовність це одухотворення тваринності, сутнісна характеристика людини, що виділяє її зі світу тварин.
- Інше розуміння: Духовність це ідеал, до якого прагнула людина у власному розвитку, орієнтація на вищі, абсолютні цінності.

На думку вчених поняття «духовність» це категорія етики, яка визначає моральний вимір людської життєдіяльності, це живе джерело доброчесностей людини, її моральна спроможність та вища цінність.
Значний внесок у розробку проблеми духовності зроблений у філософії, притаманний таким філософам, як Мартин Бубер, Макс Шелер, П'єр Тейяр де Шарден, Хосе Ортега-і-Гассет, Альберт Швейцер, Еріх Фром, Віктор Франкі. Провідною ідеєю цих вчених є: «людина розумна» на зламі епох виявилась нездатною подолати всілякі кризи у житті, зокрема глобальні, тому їй на зміну повинна прийти «людина духовна». І за визначенням цих науковців: Духовність це загальнокультурний феномен, який уміщує в собі не тільки абстрактно-теоретичні цінності й ідеали, а й вчинки по совісті, істини й краси.
Обміркування проблеми духовності стає силою і в сучасній українській філософії. В 1990-ті роки після того як в Україні марксистські методологічні правила перестали бути «офіційними» і обов'язковими, дослідження духовності відбувається за такими основними напрямками:
- релігієзнавчим, предметом якого є духовність, витлумачена богословськи, як досконалість віри в надприродні сили;
- культурологічним, в контексті котрого духовність постає як спосіб самобудови особи в межах культурного світу через самовизначення і самоспрямування особи, що передбачає не лише знання, але й почуття, осмислення дійсності, здатність до співпереживання;
- філософсько-соціологічним, в якому духовність розглядається як багатомірний соціально—історичний феномен, специфічність виявів якого зумовлена своєрідністю всесвітньої історії як поліцентричного утворення.

## У релігії

### У православному богослів'ї
Хоча єдиний Триіпостасний Бог є Дух, Його третя іпостась теж іменується Духом Святим, тим самим засвідчуючи людській свідомості про особливі її властивості в порівнянні з іншими іпостасями. Людина, будучи в Божій подобі, відображає в собі цю таємницю Бога. Вона в своїй єдності також має три «іпостасі»: розум, слово (думка) і дух, і кожна з них має свої особливості. Святі Отці духом називають моральну силу людини, зміст якої обумовлюється розумом, і, перш за все, розумінням кінцевої, вищої мети життя. Цією метою може бути Бог і вічне життя в Ньому; але в декого — багатство, влада, слава, різні насолоди та інтереси: тілесні (порівняйте: «їх бог — черево». Фил. 3:19), естетичні (наприклад, музика, живопис), інтелектуальні (наприклад, філософія, наука). Однак який бог у людини, така і його духовність.
Православне осмислення духовності виходить насамперед із факту святої П'ятидесятниці. «Стяжання» християнином Святого Духа, або обоження, і є мета духовного життя. Ця мета досягається тільки при правильному (праведному) житті. Тому необхідне знати його основні закони.
Духовне життя, як відомо, передбачає не тільки правильну догматичну віру і євангельську моральність, але також знання і неухильне дотримання особливих законів, що визначають розвиток «нової людини» (Еф. 4:24). Інакше кажучи, правильне теоретичне розуміння духовного життя багато в чому визначає успіх складного процесу реального переродження пристрасної, «плотської» (Рим. 8: 5), «старої людини» (Еф. 4:22) в нову.
Але і теоретичне розуміння цього питання виявляється не настільки простим, як може здатися на перший погляд. Різноманіття духовних шляхів, які пропонують зараз в цілях спасіння нашій людині з усіх сторін світу просвітителі різних релігій і християнських конфесій, є однією з ілюстрацій складності даної проблеми.
У зв'язку з цим виникає завдання виняткової важливості: знайти найбільш істотні ознаки і властивості істинної духовності, її критерії, які дозволили б відрізнити справжню духовність від всіляких видів псевдодуховності, містицизму, самолюбовання. Православ'я вчить що тільки йдучи за вченням церкви можна досягти духовності, обожитись і спастися.
Православні вірять що це можливо завдяки смиренню і самопізнанні та визнанні своєї гріховності. Святий Ігнатій Брянчанінов пише: "Хто не усвідомлює своєї гріховності, свого падіння, своєї смерті не може прийняти Христа, не може повірити в Христа, не може бути християнином. Навіщо Христос тому, хто сам розумний і доброчесний, хто задоволений собою, хто визнає себе гідним всіх нагород земних і небесних. <…> Початок навернення до Христа є у пізнанні своєї гріховності, падіння, від такого погляду на себе людина визнає потребу в Спасителі і приступає до Христа за допомогою смирення, віри й покаяння "
Той, хто бачить же себе розумним і доброчесним не може бути християнином і не є ним, хоча б і вважав себе таким. «Не здорові потребують лікаря, але хворі», — говорить Христос (Мф. 9:12). На шлях зцілення і спасіння стають лише ті, які побачать хворобу своєї душі, її невиліковність власними силами, і тому можуть навернутися до істинного Лікаря що постраждав за них. Поза таким пізнанням себе неможливе нормальне духовне життя.
Це яскраво видно на прикладі земного життя Спасителя, Який був прийнятий простими євреями які зі сльозами каяття визнавали свої гріхи і з ненавистю відкинутий і засуджений на страшну кару «розумною», «доброчесною», респектабельною юдейською елітою — архієреями, фарисеями (тобто ревними виконавцями церковних звичаїв і уставу), книжниками (богословами).
Головне що всередині людини, чим наповнена її душа. Православ'я стверджує що можна бути освіченою людиною але хворіти гординею, бути культурною людиною але водночас марнославною. Така духовність є негативна. Духовність — це наповненість душі. Церква відповідальна за стан духовності в суспільстві. Через те що багато людей хрестять без випробування і підготовки, без оцінки духовних чеснот, в церкву попадає багато неусвідомлених людей.

## Поняття духовності у психології
Духовність — це інтегральне утворення людської психіки, складне гармонійне поєднання певних психічно-процесуальних та особистісних якостей людини, як і будь-яке психічне явище має певні форми вияву, які можна вивчати.
Духовність — це сукупність системно інтегрованих особливостей когнітивно-інтелектуальної, почуттєво-емоційної та вольової сфер, яка забезпечує людині здатність до психічно-особистісного вдосконалення та самовдосконалення. Інакше кажучи, духовність, з одного боку, є системно-інтегрованою складовою психіки, з іншого — синергетичним чинником взаємодії різних психічних сфер людини.
Наприкінці ХХ — поч. XXI ст. спостерігалося посилення уваги до феномену духовності з боку вітчизняних психологів.
Так, плідну спробу пояснити психологічні механізми духовного розвитку особистості здійснив український психолог О. П. Колісник, проаналізувавши провідні етапи цього процесу[.
Наш співвітчизник, психолог М. Л.-А. Чепа, розглядаючи структурні рівні людського розвитку як підсистеми великої системи — психіки людини як цілісного утворення виявив загальні й особливі функції структурних рівнів, їхню ієрархічну та координаційну організацію. Він підкреслив, що за своїми сутнісними характеристиками духовність є складною системою нелінійного типу, а отже, має вивчатися засобами синергетики.
За Франклем Людина на відміну від тварини має духовну сферу буття і те що протистоїть всьому соціальному, тілесному і навіть психічному в людині ми називаємо духовним. Духовне по визначенню і є свобідне в людині. Духовне в людині те що завжди може заперечити. Людина завжди зорієнтована не на себе, а на якусь справу чи на іншу людину в любові до якої вона шукає себе, реалізовує своє я. таким чином людина може віднайти себе в тій мірі в якій вона загублює себе і не звертає на себе увагу.

### Форми прояву духовності
Насамперед духовність виявляється у спрямуванні інтересів, нахилів людини на пізнання, засвоєння та створення духовних цінностей.
Духовні ціннісні орієнтації розглядають як складну систему психічних утворень, які спрямовані на процес засвоєння (сприймання, інтеріоризацію, створення) духовних цінностей. Водночас це є позитивна установка особистості на духовні вчинки. За умов цілеспрямованого формування духовні ціннісні орієнтації можуть набути вищої форми — трансформуватися на духовні потреби, тобто систему мотивів активності людини, яка спонукає людину до різних видів духовної діяльності (пізнавальної, естетичної, комунікативної). На відміну від інших видів діяльності, духовна визначається не прагматичними цілями, а спрямована на задоволення безкорисливих духовних потреб (у знаннях, спілкуванні, естетичному задоволенні).
Найспецифічнішими формами прояву духовності є духовні стани та почуття — недостатньо досліджені традиційною психологією явища. Вражаючим фактом у людському чуттєво-інтелектуальному досвіді завжди були ті дивні моменти внутрішнього «інсайту», які у деяких філософських колах дістали назву «космічна» або «розширена» свідомість. Найчастіше вони виникають в процесі спілкування людини з особою яку палко кохає або ж споглядання краєвидів природи, творів мистецтва. Цієї миті людина переживає бурхливе емоційне піднесення, почуття полегшення, свободи, всеохопної любові до усього світу (див. «Аґапе»). У декого виникають відчуття, що його власне «Я» розширилося до меж Всесвіту, дехто усвідомлює себе маленькою часткою цього нескінченного світу. Тоді зникає межа між живим та неживим у природі, людиною й тваринами, близькими й незнайомими — усе сприймається як єдине ціле, невід'ємною частиною якого є той, хто переживає духовний стан.
Люди, які мають досвід духовних станів, стверджують, що після пережитого їх охоплювали почуття любові до всього живого, бажання творити добро. Отже, духовні стани стимулюють виникнення духовних почуттів (совість, провина, каяття, любов, віра, надія). Специфічною формою почуттєвого прояву духовності, на нашу думку, є емпатія, тобто здатність людини до співчуття іншій особі (істоті), бажання та вміння зрозуміти й відчути її внутрішній світ, збагнути її цінність та неповторність, прагнення до безкорисливого задоволення її потреб та інтересів.

### Системно-структурний аналіз духовності як феномену психології
У процесі теоретичної розробки проблеми можна дійти висновку, що духовність як психологічний феномен є творчою здатністю людини до психічної самореалізації та самовдосконалення й має складну структуру. Для здійснення аналізу складових духовності використовувався системний підхід, який передбачає розгляд об'єкта дослідження (у нашому випадку — духовності) як системи, тобто певної відокремленої множини елементів, що знаходяться у взаємодії (Авер'янов А., Афанасьєв В., Садовський В.).
З позицій системного підходу за усталеною класифікацією систем духовність можна віднести до розряду динамічних відкритих систем. Динамічність духовності виявляється у здатності її структурних компонентів до певних змін, а отже до метаморфоз самої духовності, рівнів її розвитку. Відкритість духовності як системи полягає у можливості її взаємодії на різних рівнях з біологічним та соціокультурним довкіллям.
Поняття «система» найтісніше пов'язане з поняттям «структура», що означає побудову системи, тобто певну кількість елементів та характер їх взаємозв'язку. Структурні елементи системи являють собою теж складні системи. Для найповнішого дослідження сутності та особливостей розвитку духовності як системи можна дослідити її структурні компоненти як підсистеми.
Потребово-ціннісний компонент. Включає духовні потреби та духовні ціннісні орієнтації. Під духовними потребами розуміється прагнення індивіда до засвоєння загальнолюдських та індивідуальних цінностей та їх створення в процесі духовних видів діяльності. В індивідуальні цінності входять інтереси, погляди, ідеали, потреби особистості, які є результатом усвідомлення оточуючого світу і свого власного місця в ньому. «Загальнолюдські цінності» включають: людяність, добро, красу, справедливість, знання.
Наявність цінностей є виявом небайдужості людини у ставленні до оточуючого, яка виникає зі значущості різних сторін, аспектів навколишнього світу для її життя. Особистість починає узгоджувати і будувати свої взаємини з іншими, спрямовувати зусилля на самовдосконалення відповідно до своїх ціннісних орієнтацій, власних переконань і поглядів, що є виявом її духовних потреб у самореалізації і саморозвитку.
Духовні ціннісні орієнтації розглядаються як відносно стійка система спрямованості інтересів, потреб особистості, яка націлена на процес інтеріоризації духовних цінностей. Водночас це позитивна психічна установка на духовний тип поведінки:

- Вчинково-поведінковий компонент, до якого відносять духовний тип поведінки, духовний саморозвиток та духовний учинок;
- духовний тип поведінки може виявлятися у ствердженні людиною у своїй життєдіяльності гуманістичних та естетичних загальнолюдських ідеалів, тобто цінностей, які виступають як мета життєтворчості;
- духовний саморозвиток розглядається як процес здійснення суб'єктом свідомого управління своєю діяльністю та поведінкою відповідно до духовних ціннісних орієнтацій, метою якого є психічне самовдосконалення та самореалізація;
- духовний учинок, це може бути безкорислива дія, що спрямована на збереження або підтримку існування людей, живих істот, предметів та об'єктів довкілля;
- когнітивно-інтелектуальний компонент визначається такими особливостями інтелектуальної сфери як спостережливість, допитливість, глибина, самостійність, критичність мислення;
- вольовий компонент духовності виявляється у таких якостях особистості: цілеспрямованість, наполегливість, самовладання, саморегуляція, а також відрізняються специфікою мотивів вольових дій, які ґрунтуються на духовних потребах, інтересах;
- почуттєво-емоційний компонент духовності передбачає розвиненість емоційної сфери (здатність до переживання різноманітної гами емоцій та почуттів, у тому числі й екзистенціальних — совість, провина, сумнів, любов, віра, надія, каяття — які виконують функцію глибинного зв'язку людини зі Всесвітом, підтримують константність особистості та її індивідуальну цілісність), а також духовних станів;
- гуманістичний компонент духовності виявляється у ставленні людини до будь-якої форми життя як вищої цінності; повазі до внутрішнього світу іншої людини, яка поєднується зі здатністю до співчуття та реалізується через втілення у взаємини з цією людиною найвищих духовних цінностей — добра, краси, любові;
- естетичний компонент духовності — відображає специфічне чуттєво-емоційне та інтелектуально-когнітивне ставлення людини до навколишньої дійсності, відбивають її прагнення до краси, гармонії, досконалості і виявляється у потребі та здатності сприймати естетичні об'єкти, а також переживати почуття естетичного задоволення.

### Психологічний зміст поняття «духовний розвиток»
Розвиток духовності, у нашому розумінні, — процес позитивних кількісних та якісних змін:
1. у розумовій сфері людини (дитини) — від пізнання предметів та явищ на чуттєвому рівні — до усвідомлення їх сутності та взаємозв'язку.
2. у почуттєво-емоційній сфері — від простих емоцій — до здатності співчувати та переживати духовні стани та почуття;
3. у моральній сфері — від егоцентризму до гуманізму, альтруїзму;
4. у діяльнісно-вольовій сфері — від мимовільних дій — до цілеспрямованої саморегуляції, духовних вчинків;
5. у естетичному світосприйнятті — від споглядання естетичних об'єктів — до естетичної потреби та естетичної діяльності.

Виходячи з головних постулатів гуманістичної психології, де особистість досліджують як унікальну цілісну систему, що має суто людську можливість для самоактуалізації, ми розглядаємо духовний розвиток як динаміку ієрархії метамотивів та потреб, з позиції яких особистість оцінює себе, інших, довкілля і діє. Найістотнішим для здійснення духовного розвитку ми вважаємо формування та реалізацію таких вищих потреб людини: у пізнанні світу, себе, сенсу життя; у визнанні та повазі власної особистості з боку інших осіб; у сприйманні та створенні краси (тобто естетичну); у доброчинстві та ствердженні справедливості (тобто гуманістичну); у психічному та особистісному вдосконаленню.
Отже, психологічний зміст поняття «духовний розвиток» можна визначити як процес реалізації когнітивно-інтелектуального, почуттєво-емоційного, вольового, креативного потенціалів суб'єкта, здійснення прогресивних якісних та кількісних змін у його ціннісних орієнтаціях та вчинках, результатом якого є досягнення психічної цілісності та гармонії. Цей процес може бути інтерпретований як різновид творчості, оскільки він є індивідуальним шляхом пізнання людиною своєї природи, відкриття власних можливостей та їх реалізації.